# Улитка с корицей

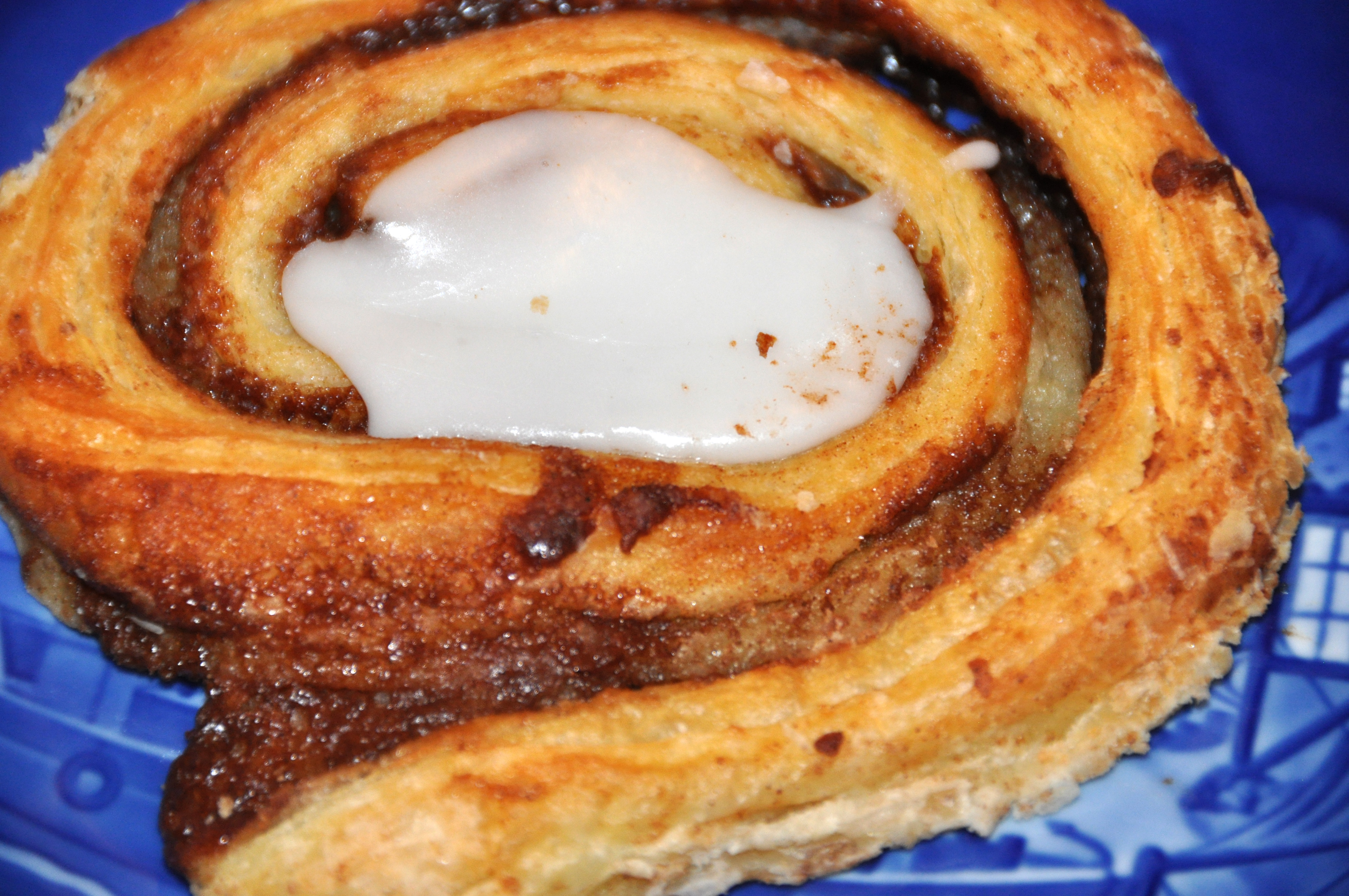
Датская «коричная улитка»

«Ну и плюшки! Деньги дерёшь, а корицу жалеешь! Берегись!»
Улитка с корицей (булочка с корицей, плюшка с корицей, дат. kanelsnegl, нем. Zimtschnecke — «коричная улитка», швед. kanelbulle — «коричный рулон») — разновидность сладкой выпечки из дрожжевого теста, подаваемой по традиции к кофе в Скандинавии, а также Австрии и Германии, получила распространение в Северной Америке под названием «ролл с корицей» (англ. cinnamon roll, англ. cinnamon snail). Один из самых популярных продуктов экспорта скандинавской кухни.
Для приготовления коричных улиток раскатанное дрожжевое тесто покрывают начинкой из сливочного масла с сахаром, солью и корицей и сворачивают в рулон, который затем нарезают на улитки. Перед выпечкой их смазывают яйцом и посыпают сахаром и кардамоном.  
Мягкие и ароматные витые булочки с корицей, покрытые липкой сахарной глазурью, считаются одним из стереотипных символов благоустроенной жизни в скандинавских странах и скандинавской кухни наряду с датскими бутербродами смёрребрёд и маринованной сельдью. Без коричных улиток не обходится ни одна фика в Швеции, это один из самых популярных видов фикабрёда. С 1999 года по инициативе Шведского совета по домашней выпечке в Швеции ежегодно 4 октября отмечают День улитки с корицей, «каннебуллар». Коричная выпечка обязательно присутствует в меню любой шведской кофейни. Среднестатистический швед съедает 316 коричных плюшек в год и считает запах свежеиспечённых каннебуллар самым лучшим в мире. По сведениям шведского туристического ведомства, рецепт улиток с корицей появился после Первой мировой войны, но необходимые для их выпечки продукты долго оставались слишком дорогими или дефицитными, поэтому булочки обрели славу только в 1950-х годах.